# Nathalie Colin-Oesterlé
Nathalie Colin-Oesterlé (ur. 5 maja 1965 w Ollioules) – francuska polityk, prawniczka i samorządowiec, deputowana do Parlamentu Europejskiego IX kadencji, parlamentarzystka krajowa.

## Życiorys
Córka polityka Daniela Colina. Z wykształcenia prawniczka, kształciła się na Université Panthéon-Assas. Uzyskała dyplomy DESS w zakresie prawa nieruchomości i prawa o notariacie. Podjęła praktykę w zawodzie notariusza.
Zaangażowała się w działalność polityczną w ramach ugrupowań francuskiej centroprawicy. Została m.in. przewodniczącą Nowego Centrum (przekształconego potem w partię Les Centristes) w Mozeli. Objęła też funkcję wiceprzewodniczącej Unii Demokratów i Niezależnych w tym departamencie. W 2001 po raz pierwszy zasiadła w radzie miejskiej w Metzu. W latach 2010–2015 była radną regionu Lotaryngia, a w 2015 została wiceprzewodniczącą rady departamentu Mozela.
W wyborach w 2019 z ramienia Republikanów (z którymi jej partia podpisała porozumienie wyborcze) uzyskała mandat posłanki do Europarlamentu IX kadencji. W 2024 została natomiast wybrana na deputowaną do Zgromadzenia Narodowego.